# Средний Юрткуль
Сре́дний Юртку́ль (тат. Урта Йорткүл) — село в Спасском районе Республики Татарстан, административный центр Среднеюрткульского сельского поселения.

## Этимология
Топоним произошел от татарских слов «урта» (средний), Юрткуль — состоит из сложения двух чувашских слов — «Юрт» (рысь) и «Кÿль» (озеро), что означает — «Рысье озеро».
Нараткули  — состоит из сложения двух чувашских слов — «Нарат» (сосна) и «Кÿлли» (озеро), что означает — «Сосновое озеро».

## География
Село находится близ границы с Ульяновской областью, в 55 км к юго-востоку от города Болгар. 

## История
Основано около 1700 года. В дореволюционных источниках упоминается также под названием Вершина речки Нараткули. 
В XVIII — первой половине XIX веков жители относились к категории государственных крестьян. Занимались земледелием, разведением скота, верёвочным промыслом. 
В «Списке населенных мест по сведениям 1859 года», изданном в 1866 году, населённый пункт упомянут как казённая деревня Вершина речки Нараткуль (Средние Татарские Юрткули) 1-го стана Спасского уезда Казанской губернии. Располагалась при речке Раткулке, по левую сторону просёлочного тракта из Спасска в село Базарные-Юрткули, в 36 верстах от уездного города Спасска и в 10 верстах от становой квартиры во владельческом селе Воскресенское (Гусиха). В деревне в 59 дворах жили 661 человек (326 мужчин и 335 женщин). Была мечеть.
В начале XX века здесь функционировали 2 мечети, медресе, 3 ветряные мельницы, крупообдирка, 2 мануфактурные и 2 мелочные лавки. В этот период земельный надел сельской общины составлял 1852,4 десятины. 
До 1920 года село входило в Юрткульскую волость Спасского уезда Казанской губернии. С 1920 года в составе Спасского кантона ТАССР. С 10 августа 1930 года в Алькеевском, с 10 февраля 1935 года в Кузнечихинском, с 28 октября 1960 года в Алькеевском, с 1 февраля 1963 года в Куйбышевском, с 4 октября 1991 года в Спасском районах.

## Население
| 1782 | 1859 | 1897 | 1908 | 1926 | 1938 | 1949 | 1958 | 1970 | 1979 | 1989 | 2002 | 2008 | 2010 |
| ---- | ---- | ---- | ---- | ---- | ---- | ---- | ---- | ---- | ---- | ---- | ---- | ---- | ---- |
| 310  | 583  | 1009 | 1233 | 653  | 452  | 360  | 405  | 449  | 392  | 310  | 291  | 270  | 251  |

Национальный состав села: татары.

## Экономика
Жители занимаются полеводством, молочным скотоводством.

## Инфраструктура
Фельдшерско-акушерский пункт, дом культуры, библиотека, отделение почтовой связи, средняя школа. 

## Религия
Мечеть.